# Императивно програмиране
Императивното програмиране (на латински: imperare = нареждам, заповядвам) е парадигма в програмирането, спрямо която една програма се състои от редица от команди, които определят какво и в какъв ред компютърът трябва да направи.
Императивното програмиране е най-старата парадигма в програмирането. Примери за програмни езици, ползващи тази парадигма, са ALGOL, Fortran, Pascal, ADA, PL/I, Cobol, C и асемблерните езици.